# Shemar Moore
Shemar Franklin Moore (Oakland, 20 de abril de 1970) é um ator americano, conhecido pelo personagem Derek Morgan da série de televisão Criminal Minds.

## Filmografia

### Filme
| Ano  | Título                             | Papel                 | Notas            |
| ---- | ---------------------------------- | --------------------- | ---------------- |
| 1997 | Hav Plenty                         | Chris                 |                  |
| 1998 | Butter                             | Freddy Roland         |                  |
| 2001 | The Brothers                       | Terry White           |                  |
| 2004 | Motives                            | Emery Simms           | Video            |
| 2004 | Greener                            | Ricky Johnson         |                  |
| 2005 | The Seat Filler                    | Trent                 |                  |
| 2005 | Diary of a Mad Black Woman         | Orlando               |                  |
| 2007 | Motives 2                          | Emery Simms           | Video            |
| 2013 | Kill Me, Deadly                    | Bill the Piano Player | Film noir comedy |
| 2014 | Justice League: War                | Victor Stone/Cyborg   | Papel de voz     |
| 2015 | Justice League: Throne of Atlantis | Victor Stone/Cyborg   | Papel de voz     |
| 2016 | The Bounce Back                    | Matthew Taylor        | Diretor também   |
| 2016 | Justice League vs. Teen Titans     | Victor Stone/Cyborg   | Papel de voz     |
| 2018 | The Death of Superman              | Victor Stone/Cyborg   | Papel de voz     |
| 2019 | Reign of the Supermen              | Victor Stone/Cyborg   | Papel de voz     |
| 2020 | Justice League Dark: Apokolips War | Victor Stone/Cyborg   | Papel de voz     |

### Televisão
| Ano            | Título                                       | Papel                             | Notas                                                                          |
| -------------- | -------------------------------------------- | --------------------------------- | ------------------------------------------------------------------------------ |
| 1995           | Living Single                                | Jon Marc                          | Episódio: "The Last Temptation"                                                |
| 1994–2005 2014 | The Young and the Restless                   | Malcolm Winters                   | Função do contrato                                                             |
| 1996           | The Jamie Foxx Show                          | Elister                           | Episódio: "Kiss & Tell"                                                        |
| 1997           | The Nanny                                    | Malcolm Winters, Shemar Moore     | Episódio: "The Heather Biblow Story"                                           |
| 1997           | Arliss                                       | Sammy Stilton                     | Episódio: "How To Be a Good Listener"                                          |
| 1998           | Chicago Hope                                 | Bobby Barrett                     | Episódio: "Waging Bull"                                                        |
| 1998           | Mama Flora's Family                          | Lincoln Fleming                   | Telefilme                                                                      |
| 1999           | Moesha                                       | Earl Thomas                       | Episódio: "Had to Be You"                                                      |
| 1999           | For Your Love                                | Dakota Collins                    | Episódio: "Baby Boom"                                                          |
| 1999           | Malcolm & Eddie                              | Ty                                | Episódio: "Won't Power"                                                        |
| 2000           | How to Marry a Billionaire: A Christmas Tale | Jason Hunt                        |                                                                                |
| 2002–2003      | Birds of Prey                                | Jesse Reese                       | Papel principal (13 episódios)                                                 |
| 2003           | Chasing Alice                                |                                   | Telefilme                                                                      |
| 2004           | Nikki and Nora                               |                                   | Telefilme                                                                      |
| 2004           | Reversible Errors                            | Collins Farwell                   | Telefilme                                                                      |
| 2004           | Half & Half                                  | Amani Love                        | Episódio: "The Big Good Help Is Hard to Find Episode"                          |
| 2005–2017      | Criminal Minds                               | Derek Morgan                      | Papel principal: 1ª-11ª temporada convidado: 12ª-13ª temporada (252 episódios) |
| 2017–2025      | S.W.A.T.                                     | Sargento Daniel "Hondo" Harrelson | Papel principal (128 episódios)                                                |
| 2020           | American Soul                                | N/A                               | Produtor executivo (segunda temporada)                                         |